# Stipa tianschanica
Stipa tianschanica là một loài thực vật có hoa trong họ Hòa thảo. Loài này được Roshev. miêu tả khoa học đầu tiên năm 1916.